# Nardo Wick
Nardo Wick (* 30. Dezember 2001; bürgerlich Horace Bernard Walls III) ist ein US-amerikanischer Rapper aus Jacksonville, Florida.

## Leben und Karriere
Walls wurde am 30. Dezember 2001 in eine afroamerikanische und christliche Familie geboren. Sein Vater ist Musikingenieur und seine Mutter Hausfrau. Er verbrachte seine Kindheit mit seinen Geschwistern und Cousins in Jacksonville. Er entschied sich schon sehr jung für eine Karriere im Musikbereich und begann in seiner Schulzeit, erste Songs zu schreiben. Walls machte seinen High-School-Abschluss an einer lokalen Privatschule in Florida. Er wird von seinem Vater unterstützt, der für ihn ein Studio eingerichtet hat.
Der Durchbruch gelang ihm mit seiner Single Who Want Smoke?, die durch einen Remix mit 21 Savage, G Herbo und Lil Durk über die Videoplattform TikTok größere Bekanntheit erlangte. Der Song belegte Platz 17 der Billboard Hot 100 und wurde mit einer Platin-Schallplatte durch die RIAA ausgezeichnet. Am 3. Dezember 2021 veröffentlichte er sein Debütalbum Who is Nardo Wick? mit insgesamt 18 Titeln.
Nardo Wick trat in verschiedenen anderen Musikvideos auf und steuerte zum offiziellen Soundtrack des Spielfilms Judas and the Black Messiah von 2021 mit dem Song I Declare War bei.

## Diskografie
Alben
- 2021: Who is Nardo Wick?

Singles
- 2020: Lolli
- 2020: Came Up
- 2020: Slide
- 2021: Who Want Smoke? (US: Gold)
- 2021: Who Want Smoke? (Remix) (feat. 21 Savage, G Herbo & Lil Durk)
- 2021: I Declare War
- 2021: Shhh
- 2021: Knock Knock
- 2021: Pull Up
- 2021: I Be Chillin
- 2021: Me or Sum (feat. Future & Lil Baby)
- 2021: Wicked Witch (US: Gold)
- 2021: Wicked Freestyle (US: Gold)
- 2022: Krazy Krazy
- 2022: Riot
- 2023: Hot Boy (feat. Lil Baby)
- 2024: Somethin’ (feat. Sexyy Red)
- 2024: Wickstyle
- 2024: Back To Back (feat. Future & Southside)
- 2024: Deep End
- 2024: Oh shit (feat. BossMan Dlow)
- 2025: I Wonder

Gastbeiträge
- 2021: Opp Pack auf Free Dem Boyz von 42 Dugg
- 2021: Da Drop auf Youngest Pit in America von GMO Stax
- 2021: In a Min auf Better Living von Slimelife Shawty
- 2021: She Want Me Dead! von Katana 10400
- 2022: Who Gonn Fuck with Me (Nardo Wick Remix) auf Zoerico von 4BL Steppa
- 2022: Plenty von FaZe Kaysan (feat. BIG30, G Herbo, Babyface Ray)
- 2022: Opp Party auf Oh Really von Doe Boy (feat. G Herbo)
- 2022: Stepper auf 777 von Latto
- 2022: Yeah Whoa auf So Icy Gang: The ReUp von Gucci Mane (feat. Big Scarr)
- 2022: Undertaker auf Big Money von Money Man
- 2022: It Ain’t Safe auf God Did von DJ Khaled (feat. Kodak Black)
- 2022: Meet The Walkers 2 auf Walk Down World von Lil Double 0
- 2022: Pop Out auf It's Only Me von Lil Baby
- 2022: Shinin von Lil Spooki
- 2023: Goodfellas auf Mansion Musik von Trippie Redd
- 2023: Klick Yo Doe von Lil Crix
- 2023: Give No Fcks auf After The Curse von 21 Lil Harold
- 2023: 16CHOPPA von Skillibeng
- 2023: Overdose 2X von Finesse2tymes (feat. 2 Chainz)
- 2023: Pissy von Gucci Mane (feat. Roddy Ricch)
- 2023: Cam H auf Pedro Activated von Top5 und 6ixbuzz
- 2023: Lamborghini Boys von Lil Darius (feat. Tay Keith)
- 2023: Gun Class II von MudBaby Ru (feat. G Herbo)
- 2023: Wrapp 'Emm Upp auf If You Listen von BigBankBanz
- 2024: Etc auf Going Hard 3 von Tony Boy
- 2024: So Sexy auf Free Wizzop von Wizz Havinn

Soundtracks
- 2021: I Declare War auf Judas and the Black Messiah: The Inspired Album
- 2022: In the Ghetto (World Turns Remix) (mit Elvis Presley) und Product of the Ghetto (mit Elvis Presley) auf Elvis (Original Motion Picture Soundtrack)
- 2023: Steppers (mit NLE Choppa) auf Fast X

## Auszeichnungen für Musikverkäufe
| Goldene Schallplatte - Vereinigte Staaten - 2023: für das Lied Baby WYD? |

Anmerkung: Auszeichnungen in Ländern aus den Charttabellen bzw. Chartboxen sind in ebendiesen zu finden.
| Land/RegionAuszeichnungen für Musikverkäufe (Land/Region, Auszeichnungen, Verkäufe, Quellen) | Gold     | Platin     | Verkäufe  | Quellen  |
| -------------------------------------------------------------------------------------------- | -------- | ---------- | --------- | -------- |
| Vereinigte Staaten (RIAA)                                                                    | 5× Gold5 | 7× Platin7 | 9.500.000 | riaa.com |
| Insgesamt                                                                                    | 5× Gold5 | 7× Platin7 |           |          |